# Courtney Taylor-Taylor
Courtney Taylor (également appelé Courtney Taylor-Taylor), né le 20 juillet 1967 à Portland dans l'Oregon, est un guitariste, chanteur, auteur et compositeur et fondateur du groupe The Dandy Warhols.

## Biographie
Il fonde The Dandy Warhols en 1992 à Portland. Avec le groupe il sortira neuf albums dont le dernier en date Why So Crazy en 2019.
Il apparaît dans le film documentaire DiG! dont il est également le narrateur. On y voit son groupe et celui de son meilleur ami de l'époque, Anton Newcombe, The Brian Jonestown Massacre. Ami avec lequel il va se brouiller et se réconcilier plusieurs fois.
Il est apparu dans quelques épisodes de la série américaine Veronica Mars, dans son propre rôle.